# Tommy Burn
Thomas Christopher Burn, detto Tommy (Berwick-upon-Tweed, 29 novembre 1888 – Sea Point, 23 luglio 1976), è stato un calciatore inglese, di ruolo difensore.

## Carriera

### Nazionale
È stato campione olimpico al 5º Torneo olimpico di calcio del 1912 svoltosi a Stoccolma, vincendo l'oro con il Regno Unito; ha giocato tutte e tre le partite del torneo, senza mai segnare.